# Gondolero

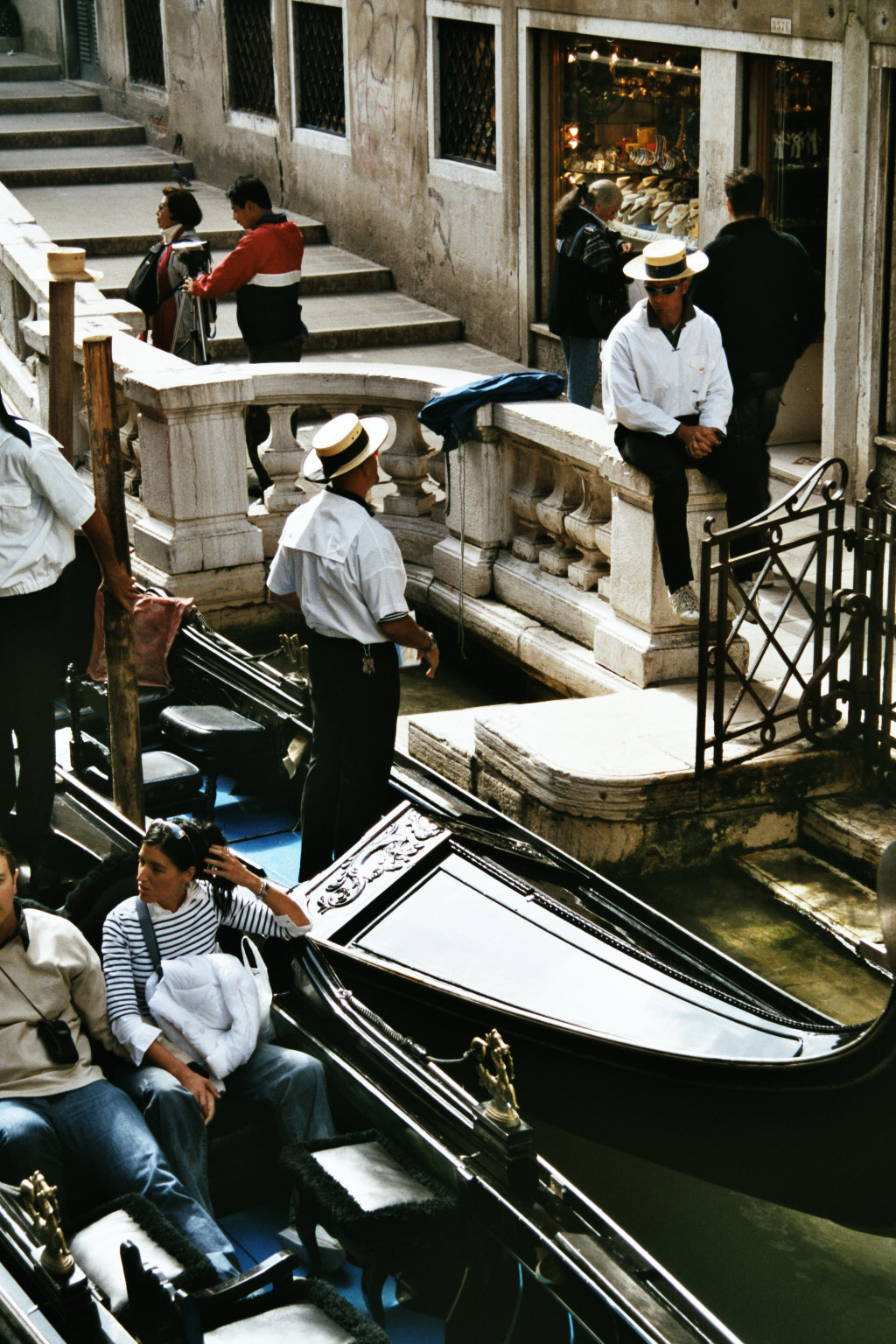
Gondoleros venecianos.

El gondolero es la persona que maneja o gobierna una góndola, un bote a remos tradicional de Venecia. Las góndolas fueron durante siglos el principal medio de transporte de Venecia y todavía juegan un papel importante, ya que sirven como trasbordo desde y hacia los canales principales, para la población autóctona y sobre todo para el turismo.

## Historia y características de la góndola

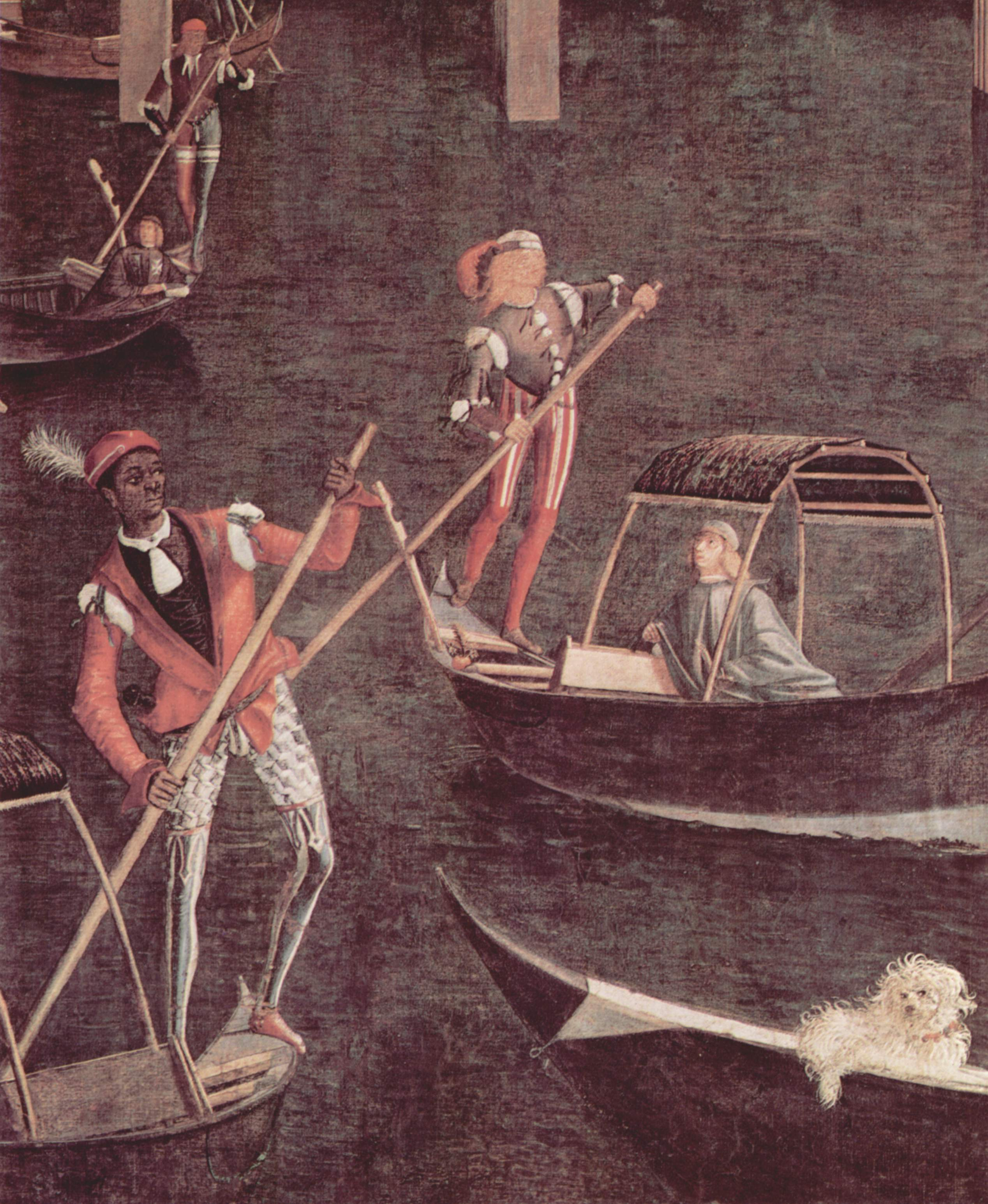
Gondoleros venecianos retratados en un cuadro de 1494, obra de Vittore Carpaccio, (Venecia, circa 1460 - 1525/1526), pintor italiano del Renacimiento.

Se conoce su existencia oficialmente desde el año 1094, pero en la actualidad quedan solamente un centenar de góndolas en la ciudad de Venecia, ya que la mayoría han sido sustituidas por embarcaciones a motor (motoscafos), en cambio durante el siglo XVIII navegaban por los canales miles de góndolas.
En la proa de la embarcación suele haber un adorno de hierro para protección en caso de accidente, para decoración y como contrapeso, ya que el gondolero rema de pie en la popa. 

Una góndola es larga y estrecha, con un contorno asimétrico para facilitar la propulsión con un solo remo, y con una curvatura longitudinal que reduce al mínimo el área de contacto con el agua. El remo se sostiene con una cerradura especial conocida como forcola, que tiene una forma complicada, permitiéndole varias posiciones como son de remo lento, avance, giro, freno y para ciar. 

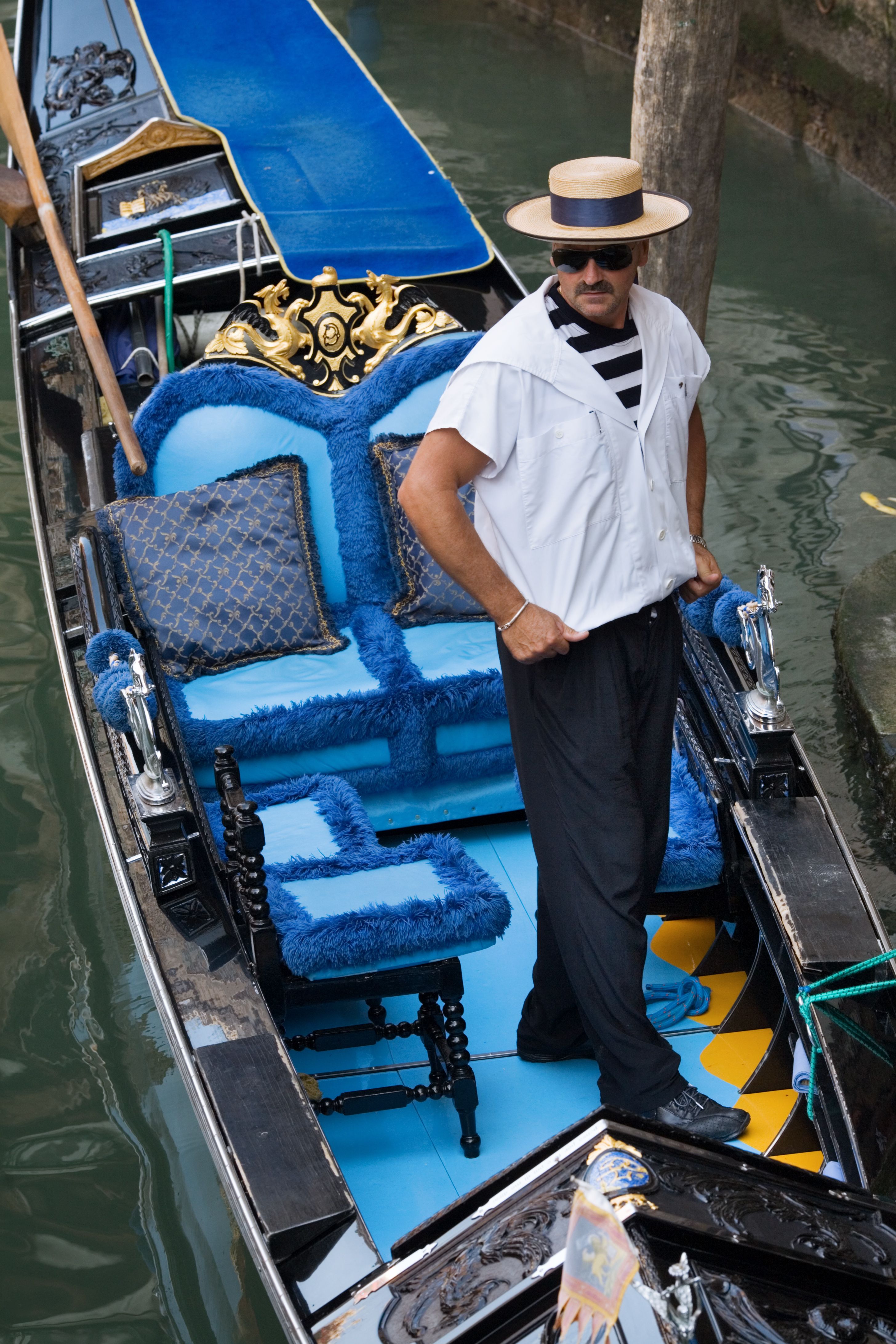
Moderno gondolero.